# Xerraire de Sukatxov
El xerraire de Sukatxov (Ianthocincla sukatschewi) és un ocell de la família dels leiotríquids (Leiothrichidae).

## Hàbitat i distribució
Habita els boscos de coníferes i bambú a les muntanyes del nord de la Xina, al sud-oest de Kansu.